# André Jacob Roubo

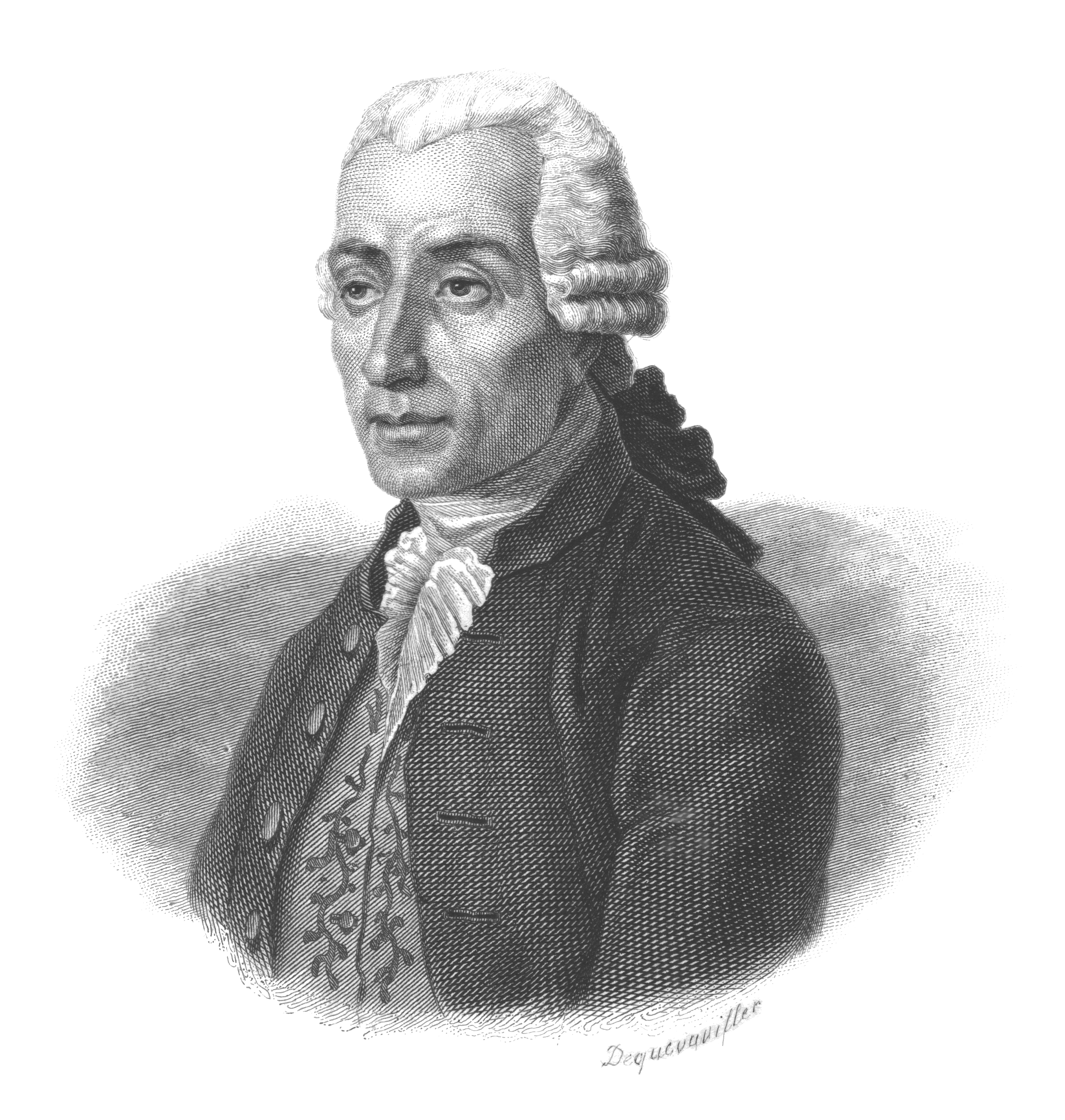
Retrato de Roubo de Retratos e Historia de Hombres Útiles (1836)

André Jacob Roubo (1739@–1791) era un carpintero francés, ebanista y autor. Roubo Nació y murió en París, y fue hijo y nieto de maestros ebanistas. Roubo escribió muchos libros muy influyentes en la carpintería, un éxito qué era especialmente notable dado sus formación relativamente pobre y sus métodos autodidactas.
Su carrera llegó a su cenit en 1774 cuándo publicó su obra maestra, el tratado en carpintería titulado L'Art du Menuisier. Este trabajo cubrió prácticamente todos los métodos y los oficios asociados con la carpintería. Otro de los legados de Roubo todavía utilizados hoy en día es un diseño para un banco de trabajo, el cual ha demostrado ser popular entre los carpinteros modernos.
Una calle de París, rue Roubo, recibió el nombre de Roubo en 1850. Se encuentra en el distrito 11, una zona habitada por fabricantes de muebles.

## Carrera y vida personales
André Jacob Roubo nació en París en 1739, hijo y nieto de carpinteros. André se convirtió en el aprendiz de su padre en 1750 a la edad de 11 años. A pesar de tener una educación relativamente pobre, André era culto y aprendió por su cuenta varios temas que incluyeron matemáticas y diseño. Su dedicación al aprendizaje atrajo la atención de varios profesionales, incluyendo al arquitecto Jean-François Blondel. Roubo se convirtió en alumno de Blondel, quién costeó sus tasas de matriculación, y estuvo cinco años estudiando a la vez que trabajaba para su padre durante el día. Recibió el título de Maestro en 1770 con la publicación de la primera parte de L'Arte du Menuisier. Diseñó y supervisó la construcción de los grandes domos de las salas Trigo y Tela, y una escalera monumental para el hotel del Marqués de Marbeuf.
En 1768, a la edad de 29 años, Roubo empezó a trabajar en su tratado más intensamente, habiendo hecho prácticas de carpintería durante 18 años. Este tratado fue publicado en cuatro volúmenes entre 1769 y 1775. En 1777, publicó la primera parte de un tratado de construcción de teatros y maquinaria teatral. Las notas a pie de página de estos libros muestran que Roubo tenía un interés en el estado social de artesanos. En 1789 la mayoría de sus clientes nobles había dejado Francia; Roubo estaba casi en la bancarrota y se vio forzado a unirse a la Guardia Nacional en 1790. Aquí consiguió el rango de lugarteniente antes de morir en 1791. Dejó una viuda y cuatro niños los cuales se mantuvieron gracias a su pensión en Rue Santo-Jacques, París.
Roubo murió en París en 1791. Una biografía de Roubo fue escrita en 1836 por el arquitecto y carpintero Louis-Auguste Boileau en la serie Portraits et histoire des hommes utiles (Retratos e Historia de Hombres Útiles) publicado por Franklin Montyon y Compañía.

## Trabajos

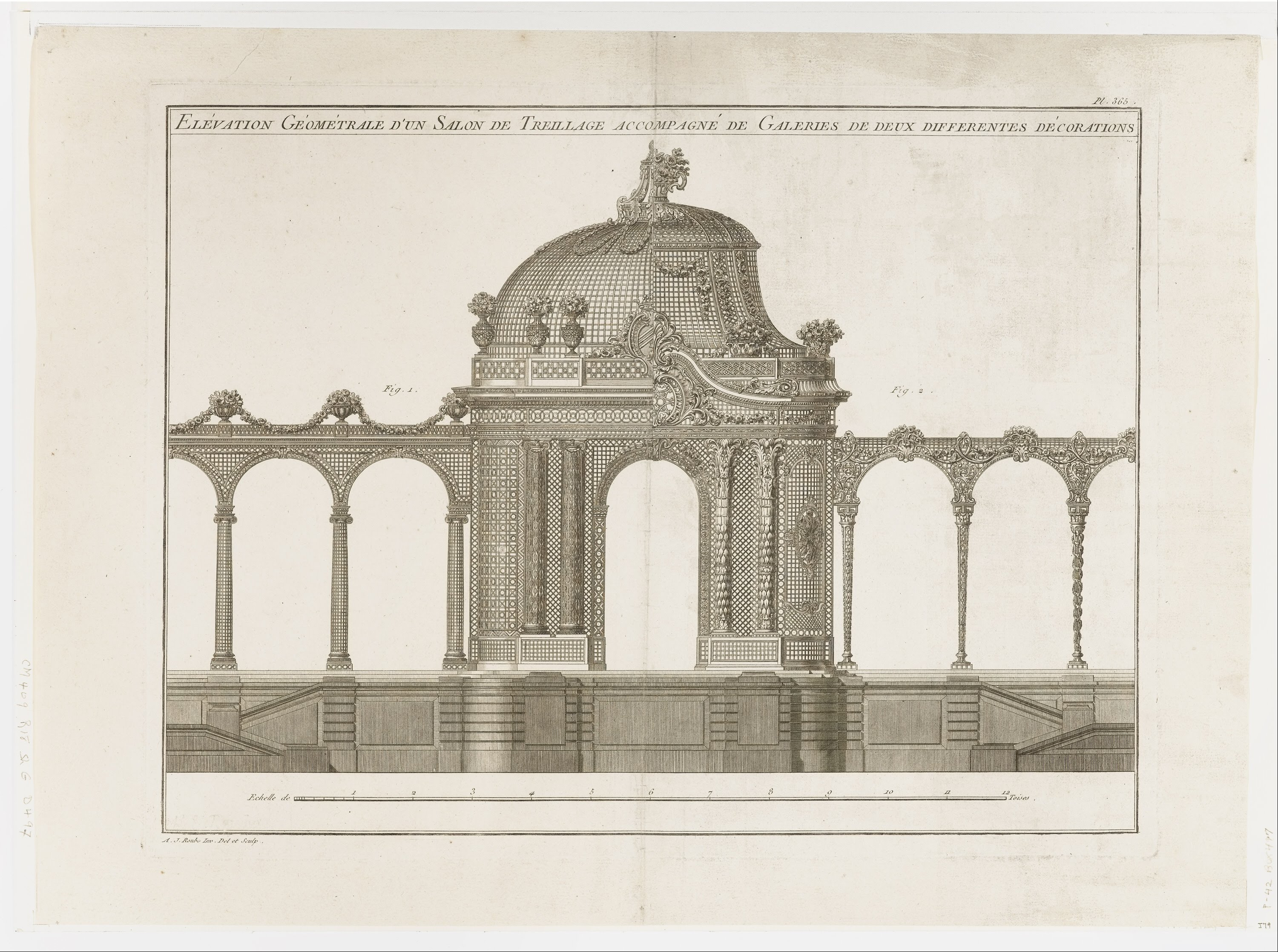
Vista de alzado de un pabellón de jardín y una galería enrejada, de la lámina 365 de L'Arte de Treillageur ou menuiserie des jardins (1775)

El extenso tratado en cuatro partes de Roubo L'Arte du Menuisier (El Arte del Carpintero) fue publicado entre 1769 y 1775 por la Academia des Ciencias, con el trabajo suplementario L'Arte du layetier siendo publicado en 1782. L'Arte du Menuisier fue reimpreso en su formato original por Léonce Laget en 1977 y otra vez en 1982. En 2002, el editor francés Bibliothèque de l'Image publicó una edición en un precio más asequible, el cual también contiene L'Arte du layetier.
L'Arte du Menuisier está dividido en cuatro volúmenes:
- Première partie (construyendo uniones parte I) – esta parte cubre geometría básica, tipos de madera, perfiles, ensambles, herramientas, carpintería móvil, persianas y ventanillas, cruces, y puertas.
- Seconde partie (construyendo uniones parte II) – esta parte cubre el solado (incluyendo el parquet), panelado, decoración de interior, mobiliario litúrgico, instalación y ensamble de uniones, arcos y curvas, y escaleras.
- Troisième partie (Especialidad woodwork) – la tercera parte consta de tres secciones discretas: carrozado, mobiliario, y ebanistería.
- Quatrieme partie (Jardín woodwork) – esta parte cubre los fundamentos de la carpintería exterior y trata sobre los enrejados, columnas y pilastras, macetas y jarrones.

El trabajo original de cuatro volúmenes constó de 1066 páginas en total y muchos centenares de laminas qué fueron gravadas por el propio Roubo. A veces coloquialmente llamado "El Roubo", está considerado incluso hoy como la guía mejor para la carpintería tradicional. Desarrolla y habla en detalle el conocimiento técnico de carpintería que existía durante el reinado de Luís XV.
Roubo también tuvo interés en el diseño teatral y publicó un tratado sobre la construcción de teatros y mecánica teatral en 1777, titulado Traité de la construcción des théâtres et des máchines théâtrales (Tratado sobre la construcción de teatros y máquinas teatrales). Este fue reimpreso por Slatkine Reprints en 1984 bajo el nombre falso de Jacques-André (ISBN 2051006466).[cita requerida] Aun así, Roubo sólo publicó la primera parte (la historia y arquitectura de teatros), incluso aunque la segunda parte (sobre máquinas teatrales) estuvo considerado listo para imprimir en 1777. El trabajo original contiene 66 páginas de texto y 10 gravados.

## Galería

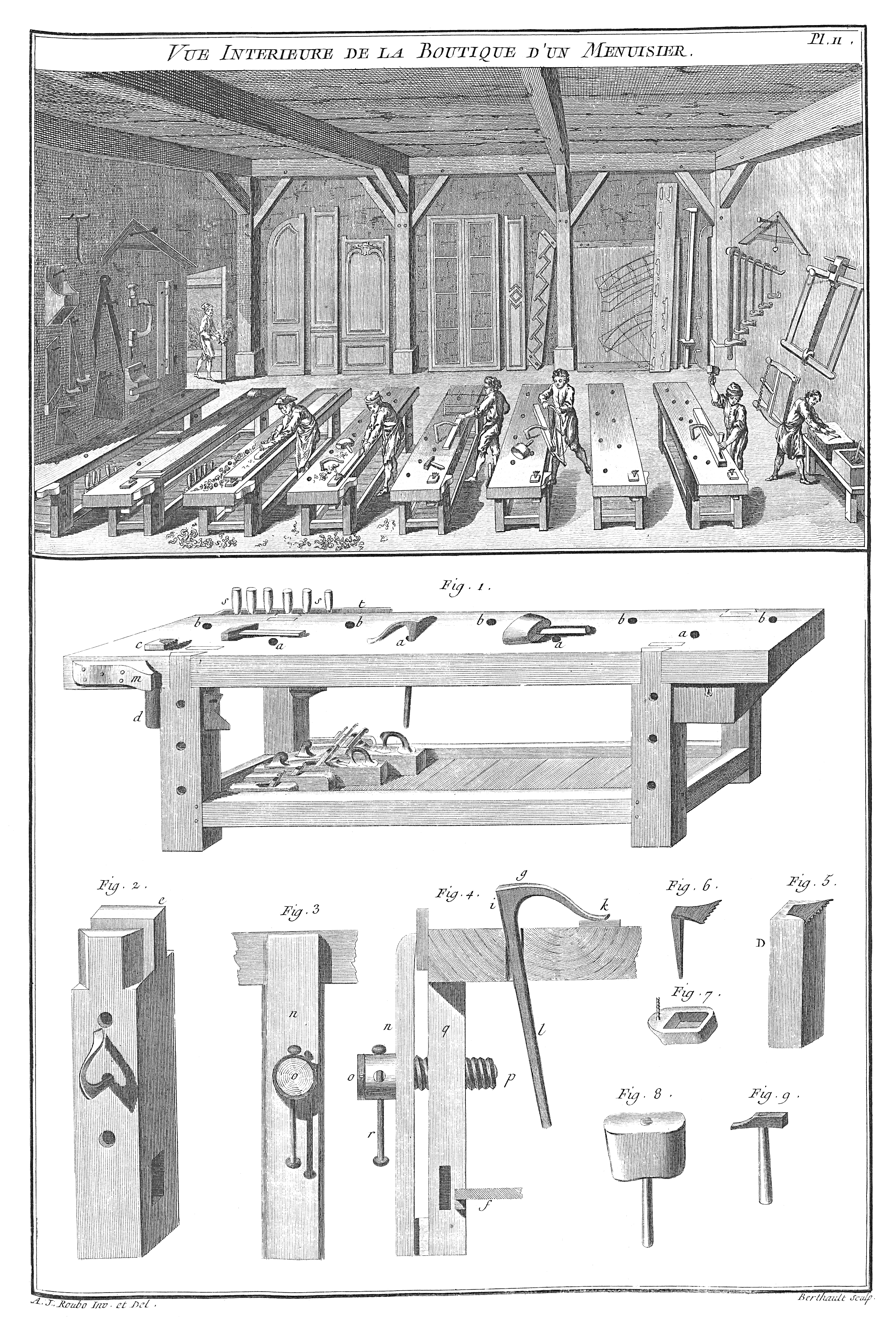
Diseño original del famoso banco de trabajo de Roubo
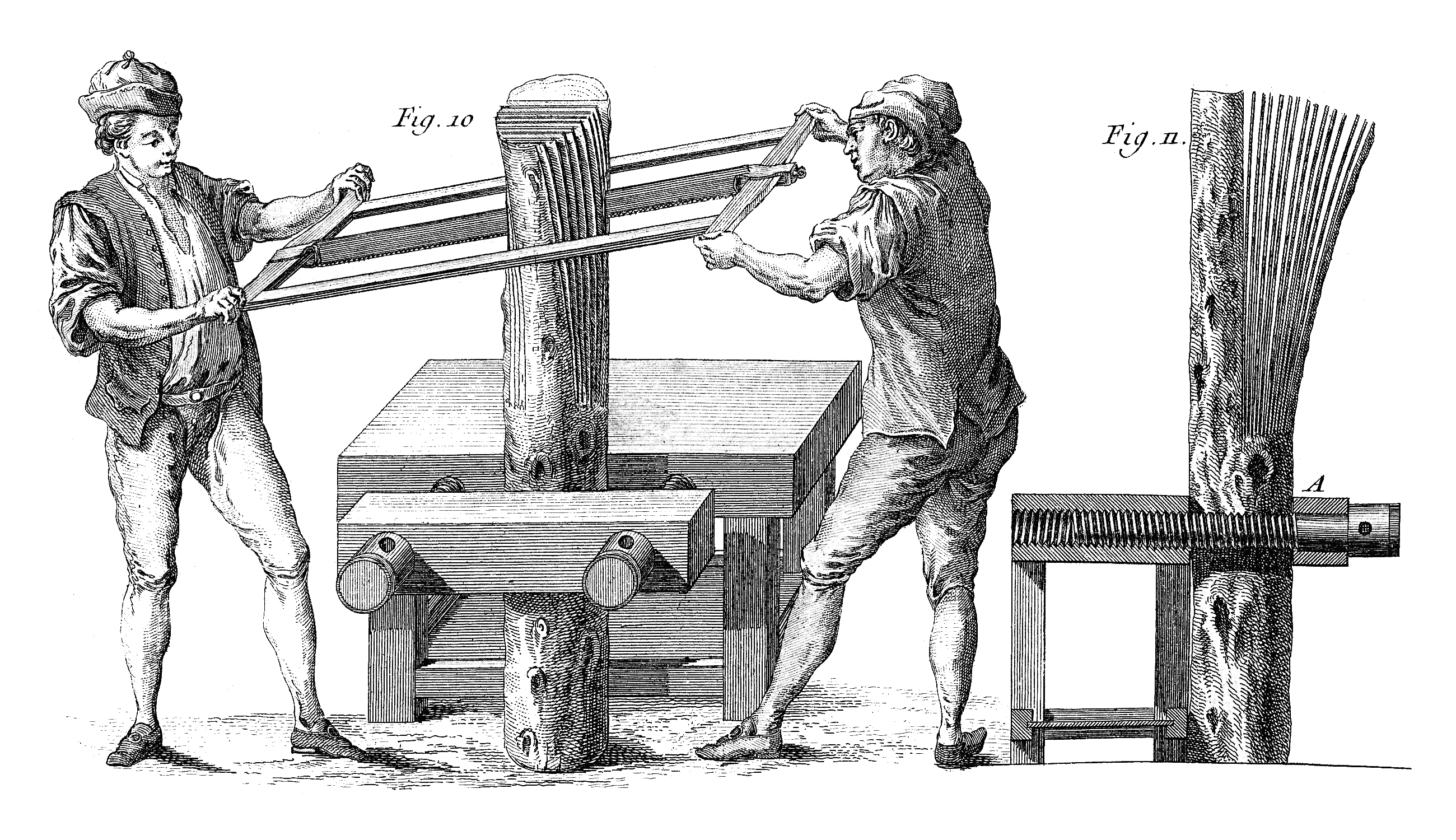
Sierra de chapado
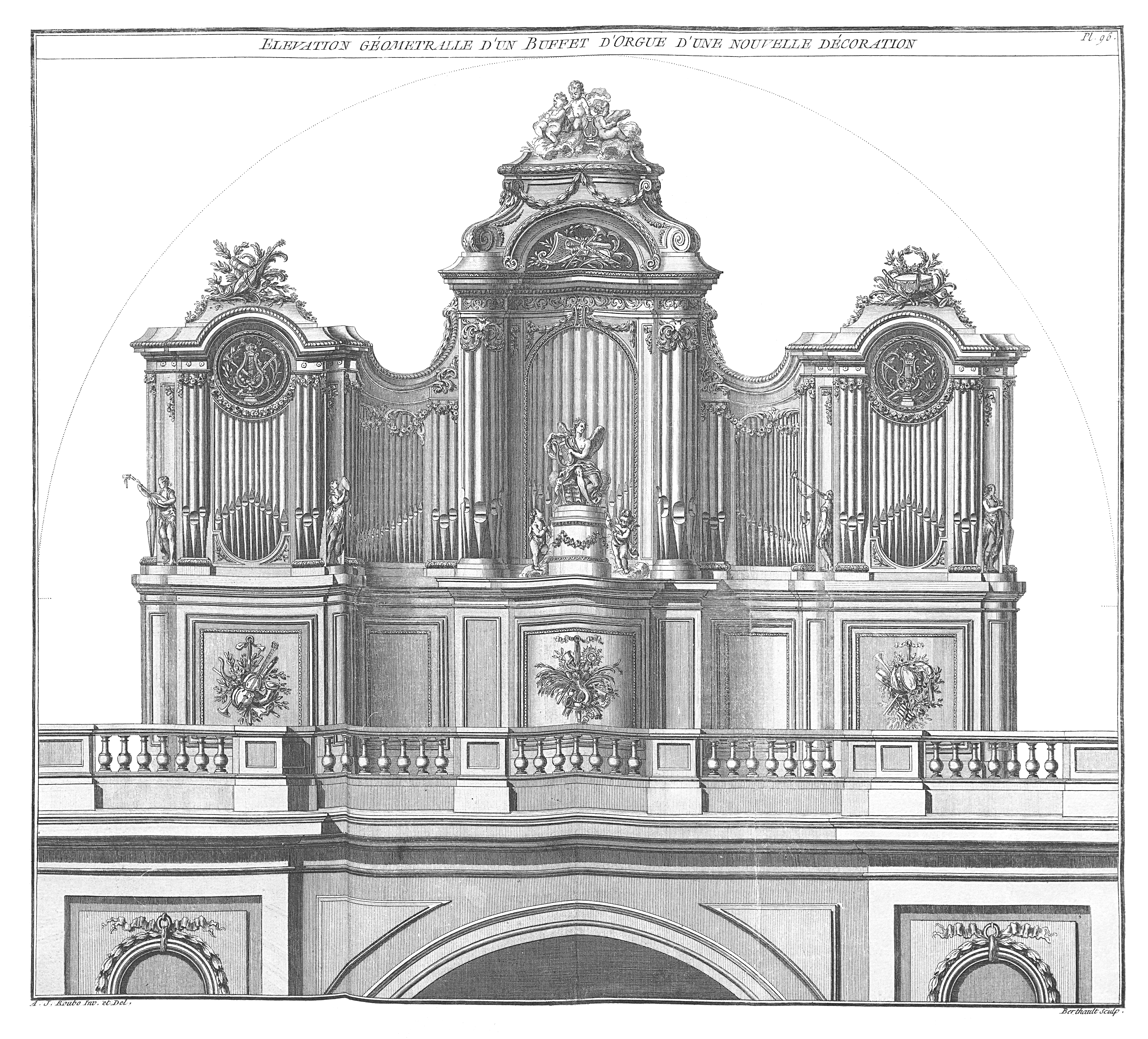
Alzado de un órgano de tubos diseñado por Roubo
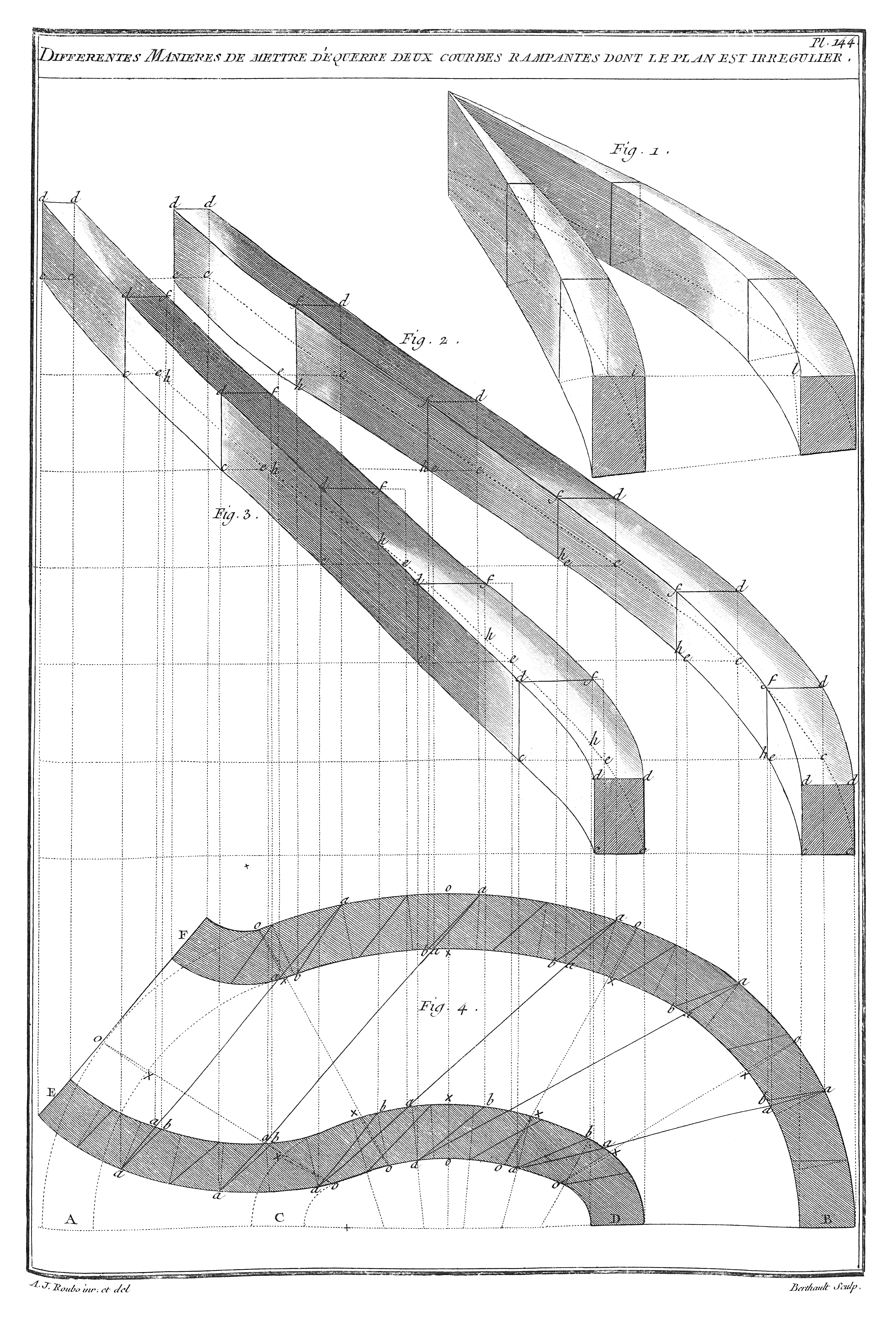
Un extracto de L’Art du Menuisier

## Otras lecturas
- Roubo, André Jacob (2002). Description des arts et des métiers. Le menuisier en bâtiment (en francés). Bibliothèque de l'image. ISBN 978-2914661423.
- Roubo, André Jacob; Williams, Donald C.; Pietryka-Pagán, Michele (2013). To Make as Perfectly as Possible: Roubo on Marquetry. Lost Art Press. ISBN 978-0985077754.
- Roubo, André Jacob (1769–1775). L'Art Du Menuisier (en francés). 1-4. Paris: Académie des Sciences.

- Datos: Q2847056
- Multimedia: André-Jacob Roubo / Q2847056